# Кавамата (Фукусіма)

37°39′54″ пн. ш. 140°35′54″ сх. д. / 37.66500° пн. ш. 140.59833° сх. д.
Кавама́та (яп. 川俣町, かわまたまち, МФА: [kawamata mat͡ɕi̥]) — містечко в Японії, в повіті Дате префектури Фукусіма. Станом на 1 жовтня 2008 площа містечка становила 127,66 км². Станом на 1 січня 2009 населення містечка становило 16 070 осіб.